# Leopold Markbreit

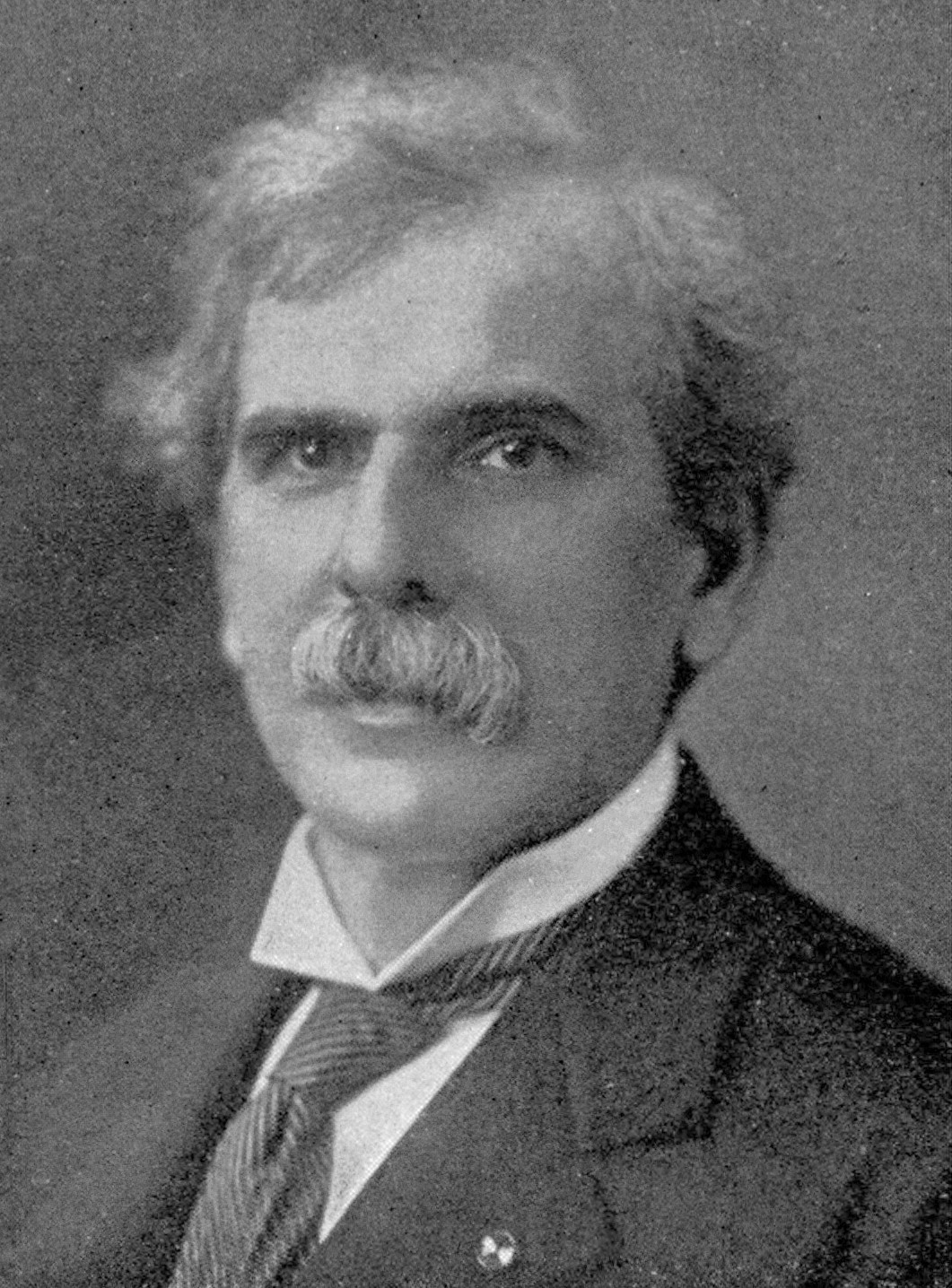
Leopold Markbreit

Leopold Markbreit (* 13. März 1842 in Wien ; † 27. Juli 1909 in Cincinnati, Ohio) war ein US-amerikanischer Politiker der Republikanischen Partei mit deutschen Wurzeln. Friedrich Hassaurek war sein Halbbruder.
Leopold Markbreit wirkte in Cincinnati als Anwalt und Partner von Rutherford B. Hayes. US-Präsident Ulysses S. Grant ernannte ihn 1869 zum Botschafter in Bolivien. Von 1908 bis 1909 amtierte er als Bürgermeister von Cincinnati.
Er war 1896 Mitglied im Electoral College und wählte William McKinley zum Präsidenten und Garret Hobart zum Vizepräsidenten.
Markbreit ist auf dem Spring Grove Cemetery begraben.